# Любин, Василий Прокофьевич
Василий Прокофьевич Любин (13 января 1918, Николаев — 14 июня 2018, Санкт-Петербург) — советский и российский археолог, доктор исторических наук. Открыл и изучил пещерные Кударские стоянки в Южной Осетии и собрал тысячи уникальных экспонатов, которые хранятся в Эрмитаже. Старейший активно работавший археолог мира, из последней экспедиции вернулся летом 2016 года.

## Биография
Детство будущего ученого прошло в голодные годы в различных украинских городах. По собственным воспоминаниям Василия Прокофьевича,

— Еды почти не было. Мать где-то доставала картошку величиной с горошину, и ели мы её с удовольствием. Мы питались макухой. Тоже с удовольствием.
— Евгений Антонов. Василий Любин — один из старейших археологов мира. Как 100-летний ученый пережил голод, две войны и «железный занавес» и работал до 98 лет // Интернет-газета «Бумага», 25 января 2018
Окончив школу, в 1936 году поступил на факультет истории Одесского университета. По завершении обучения направлен на работу в одну из сельских школ, однако, готовясь к итоговому экзамену по древней истории, узнал о начале войны. Мобилизован в Горьковское артиллерийское училище.

— [Нас], хилых студентов, нещадно закаляли, муштровали, приучали к воинской дисциплине, но зенитному делу по-настоящему не научили. Все современные зенитные орудия направлялись на фронт, а в училище были только устаревшие пушки образца 1911 года.
— Евгений Антонов. Василий Любин — один из старейших археологов мира. Как 100-летний ученый пережил голод, две войны и «железный занавес» и работал до 98 лет // Интернет-газета «Бумага», 25 января 2018
Пройдя всю войну, вспоминать о сражениях Василий Прокофьевич не любил. Демобилизовавшись в 1946 году в звании капитана и не найдя работы в родном городе, уехал в Цхинвал, где трудился в колонии для несовершеннолетних. Услышав в местном лектории доклад по археологической карте Южной Осетии, присоединился к группе исследователей, возглавлявшейся Евгенией Пчелиной. Благодаря ей же в 1950 году был направлен в аспирантуру Института истории материальных культур.
Диссертацию на соискание ученой степени кандидата наук, написанную под руководством Бориса Пиотровского, на тему «Каменный век Юго-Осетии (в связи с некоторыми вопросами нижнего палеолита Закавказья и стран Передней Азии» Любин успешно защитил в декабре 1953 года, после чего был переведен на работу в отдел палеолита, которым занимался до конца карьеры в 98 лет.
В 1955 году в Кударском ущелье открыл первые пещерные ашельские стоянки.
Докторскую диссертацию «Мустьерские культуры Кавказа» защитил в 1976 году.
В 1998 году присвоено ученое звание профессора. Автор 276 научных публикаций.
Умер 14 июня 2018 года. Урна с прахом захоронена в Тульской области.

## Семья
Жена — Елена Владимировна Беляева (род. 1960)
Дочь — Наталья Васильевна Любина
Сын — Олег Васильевич Любин

## Научные труды
- Нижнепалеолитические памятники Юго-Осетии // МИА. 79. 1960
- К вопросу о методике изучения нижнепалеолитических каменных орудий // МИА. 131. 1965;
- Палеолит Северной Осетии // Материалы по археологии и древней истории Северной Осетии. Т. 2. 1969;
- Мустьерские культуры Кавказа. Л. 1977;
- Ранний палеолит Кавказа // Палеолит СССР. М. 1984;
- Палеолит Кавказа // Палеолит Кавказа и Северной Азии (серия «Палеолит мира»). Л. 1989;
- Каменный инвентарь мустьерского слоя // Неандертальцы Гупсского ущелья на Северном Кавказе. Майкоп. 1994 (в соавт. с П. У. Аутлевым);
- The Caucasus-Levant-Zagros: possible relations in the Middle Palaeolithic // Prehistoire d’Anatolie, Genese de deux mondes. Liege. 1998. Р. 39-40 (в соавт. с Е. В. Беляевой);
- Ашельская эпоха на Кавказе. СПб. 1998;
- Палеолит республики Кот д’Ивуар. СПб. 2000.
- Acheuleen du Caucase. Liege. 2002;
- Стоянка Homo erectus в пещере Кударо I (Центральный Кавказ). СПб. 2004 (в соавт. с Е. В. Беляевой);
- Ранняя преистория Кавказа. СПб. 2006 (в соавт. с Е. В. Беляевой);
- Cleavers and handaxes with transverse cutting edge in the Caucasus Acheulian // Axe Age: Acheulian Tool-making from Quarry to Discard. Jerusalem. 2006 (в соавт. с Е. В. Беляевой);
- Сырьевая база каменных индустрий Кавказа в раннем и позднем палеолите // С. Н. Бибиков и первобытная археология. СПб. 2009 (в соавт. с Е. В. Беляевой);
- Новые данные о раннем палеолите Армении // Древнейшие обитатели Кавказа и расселение предков человека в Евразии. СПб. 2010 (в соавт. с Е. В. Беляевой);
- Беляева Е. В., Любин В. П. Ашельские рубила и истоки протодизайна // Вишняцкий Л. Б. (ред.) Российский археологический ежегодник. № 1. СПб: Изд-во С.-Петерб. ун-та. 2011. С. 73-99.
- Страницы ранней преистории Абхазии. СПб. 2011 (в соавт. с Е. В. Беляевой)[4].